# Laccophilus grammopterus
Laccophilus grammopterus är en skalbaggsart som beskrevs av Zimmermann 1925. Laccophilus grammopterus ingår i släktet Laccophilus och familjen dykare. Inga underarter finns listade i Catalogue of Life.